# Cerro el Maguey
Cerro el Maguey är en ort i Mexiko.   Den ligger i kommunen Zapotitlán Tablas och delstaten Guerrero, i den sydöstra delen av landet, 250 km söder om huvudstaden Mexico City. Cerro el Maguey ligger 1 943 meter över havet och antalet invånare är 278.
Terrängen runt Cerro el Maguey är huvudsakligen kuperad, men söderut är den bergig. Cerro el Maguey ligger uppe på en höjd. Runt Cerro el Maguey är det ganska glesbefolkat, med 42 invånare per kvadratkilometer. Närmaste större samhälle är Acatepec, 13,5 km norr om Cerro el Maguey. I omgivningarna runt Cerro el Maguey växer huvudsakligen savannskog.